# Audan Aqsu
Der Audan Aqsu (kasachisch Ақсу ауданы Aqsu audany, russisch Аксуский район Aksuski rajon) ist ein Bezirk im Gebiet Schetissu in Kasachstan.

## Bevölkerung
Bei der Volkszählung 1999 hatte der Audan Aqsu 45.004 Einwohner. Die Volkszählung 2009 ergab für den Bezirk eine Einwohnerzahl von 38.839. Bei der letzten Volkszählung 2021 lebten 37.473 Menschen im Audan Aqsu. Die Fortschreibung der Bevölkerungszahl ergab zum 1. Januar 2025 eine Einwohnerzahl von 35.226.
| Einwohnerentwicklung               | Einwohnerentwicklung | Einwohnerentwicklung | Einwohnerentwicklung | Einwohnerentwicklung | Einwohnerentwicklung | Einwohnerentwicklung | Einwohnerentwicklung |
| 1939                               | 1959                 | 1970                 | 1979                 | 1989                 | 1999                 | 2009                 | 2021                 |
| ---------------------------------- | -------------------- | -------------------- | -------------------- | -------------------- | -------------------- | -------------------- | -------------------- |
| 27.697                             | 23.539               | 63.367               | 35.687               | 36.690               | 45.004               | 38.839               | 37.473               |
| Anmerkung: Volkszählungsergebnisse |                      |                      |                      |                      |                      |                      |                      |

## Verwaltungsgliederung
Der Audan Aqsu ist in 17 ländliche Bezirke (kasachisch Ауылдық округ Auyldyq okrug; russisch Сельский округ Selski okrug) gegliedert (Stand: 2021).
| Ländlicher Kreis   | Einwohner | Einwohner | Orte                                                                |
| Ländlicher Kreis   | 2009      | 2021      | Orte                                                                |
| ------------------ | --------- | --------- | ------------------------------------------------------------------- |
| Aqsu               | 2.302     | 1.959     | Aqsu, Önim, Qasaqstan, Kasselchostechnika, Kökschaidaq, Scholaqösek |
| Arassan            | 1.963     | 1.439     | Arassan, Arassan-Qapal, Qysylschar                                  |
| Barlybek Syrttanow | 1.576     | 1.403     | Barlybek Syrttanow, Qopa                                            |
| Jeginsu            | 598       | 611       | Jeginsu, Qumtöbe                                                    |
| Jessebolat         | 1.793     | 1.543     | Energetik, Jessebolat, Qysylqajyng                                  |
| Köschkental        | 1.096     | 1.125     | Költaban, Köschkental                                               |
| Matai              | 4.347     | 3.330     | Aqösek, Bereke, Matai, Quraqsu, Schasqasaq                          |
| Molaly             | 659       | 518       | Alaschide, Qairaqty, Qaraoi, Molaly                                 |
| Oitoghan           | 915       | 961       | Oitoghan, Ülgili                                                    |
| Qapal              | 3.869     | 3.727     | Qapal                                                               |
| Qarakös            | 939       | 951       | Kengqaryn, Qarakös                                                  |
| Qaraschilik        | 2.147     | 1.964     | Qaraschilik, Saghabüjen, Saghaküres                                 |
| Qarassu            | 1.316     | 1.377     | Jengbek, Kengschyra, Taras                                          |
| Qysylaghasch       | 2.699     | 2.991     | Qopaly, Qysylaghasch, Saretschny                                    |
| Schangalyq         | 900       | 744       | Schangalyq                                                          |
| Schansügirow       | 9.774     | 11.421    | Altynaryq, Kökösek, Schansügirow                                    |
| Suyqsai            | 1.946     | 1.409     | Aqtöbe, Aschtschybulaq, Balassas, Suyqsai                           |